# Centurion I Zaccaria

Herb rodziny Zaccaria

Centurion I Zaccaria (ur. 1336, zm. 1382) – genueński baron Chalandritsy i Veligosti na Peloponezie w Księstwie Achai. 

## Życiorys
Był synem Martina Zaccarii, bratem Bartolommea Zaccarii. Jego córką była Maria Zaccaria, synem zaś Andronik Asen Zaccaria. Jego wnukiem był ostatni książę Achai Centurion II Zaccaria. 